# 13 Kołobrzeski Batalion Saperów
13 Kołobrzeski batalion saperów (13 bsap) – samodzielny pododdział wojsk inżynieryjnych ludowego Wojska Polskiego.
Sformowany w Dawidówce koło Żytomierza na podstawie rozkazu dowódcy 1 Armii Polskiej w ZSRR nr 0130 z 5 lipca 1944 jako jednostka 6 Pomorskiej Dywizji Piechoty.
Przysięgę żołnierze batalionu złożyli w rejonie Przemyśla 18 października 1944.

## Obsada personalna
Dowódcy batalionu
- mjr dypl. Adolf Lewkowicz – 08.1944 – 11.1944
- mjr Michał Bogdanów  – 11.1944 – 11.1945
- por. Mikołaj Radionow – 11.1945 – 02.1946
- kpt. Henryk Jarosz – 03.1946 – 03.1947[8]
- kpt Bolesław Kłak – 03.1947 – 04.1948[9]
- mjr Tadeusz Smażewski – 04.1948 – 11.1951
- mjr Zenon Sawicz – 11.1951 – 03.1953
- kpt. Edward Tyli – 03.1953 – 11.1955
- kpt. Mieczysław Męczyński –11.1955 – 10.1961
- ppłk Lesław Data – 10.1961 – 03.1968
- ppłk Ryszard Krąg – 04.1968 – 12.1973
- ppłk Eugeniusz Pacholarz – 03.1968 – 04.1968, 12.1973 – 12.1978
- ppłk Jerzy Maruszak – 12.1978 – 04.1987
- ppłk dypl. Henryk Wolski – 04.1987 – 01.1989

## Struktura organizacyjna
Etat 04/506
- dowództwo i sztab
- 3 x kompanie saperów
  - 3 x pluton saperów
  - drużyna zaopatrzenia
- kwatermistrzostwo
  - magazyn techniczny
  - drużyna gospodarcza

Razem w batalionie było: 254 żołnierzy, w tym oficerów – 33, podoficerów – 44, szeregowych – 177.
sprzęt:
- samochody – 3
- łodzie MN – 1

## Batalion w okresie pokoju
Po wojnie na terenie kraju rozminowywał tereny woj. krakowskiego w powiatach: Wadowice, Bielsko i Żywiec,oraz woj. rzeszowskiego i kieleckiego. Rozminowywał również Przełęcz Dukielską. W woj. rzeszowskim i krakowskim w akcjach przeciwlodowych ochraniał mosty na rz. Wisłoka. Likwidował skutki huraganu w woj. rzeszowskim. Budował też mosty i wykonywał prace melioracyjne w powiecie radomskim, uczestniczył w renowacji kopców Krakusa, Wandy i Kościuszki w Krakowie. W miejscowości Ropczyce pomagał przy budowie stadionu sportowego. Za zasługi w działaniach wojennych otrzymał krzyż Krzyż Srebrny Virtuti Militari rozkazem Naczelnego Dowódcy WP nr 105 z 4 kwietnia 1946. W okresie pokojowym otrzymał odznaki: „Za zasługi w Zwalczaniu Powodzi”, „Zasłużony Honorowy Dawca Krwi” i „Polskiego Czerwonego Krzyża” III stopnia
W marcu 1946 dyslokowano batalion z Oświęcimia do Krakowa. W 1948 batalion otrzymał sztandar wojskowy ufundowany przez mieszkańców Krakowa. We wrześniu 1948 dyslokowano go z Krakowa do Dębicy. (JW 2467).
Rozkazem MON Nr 0025/Org. z 2 kwietnia 1957 batalion został włączony w skład 9 Dywizji Piechoty.
W 1989  batalion zostaje przekształcony w 13 Ośrodek Szkolenia Specjalistów Wojsk Inżynieryjnych. Z dniem 1 maja 1995 13 OSSWInż został przeformowany w 3 pułk saperów.